# Anja Hertel

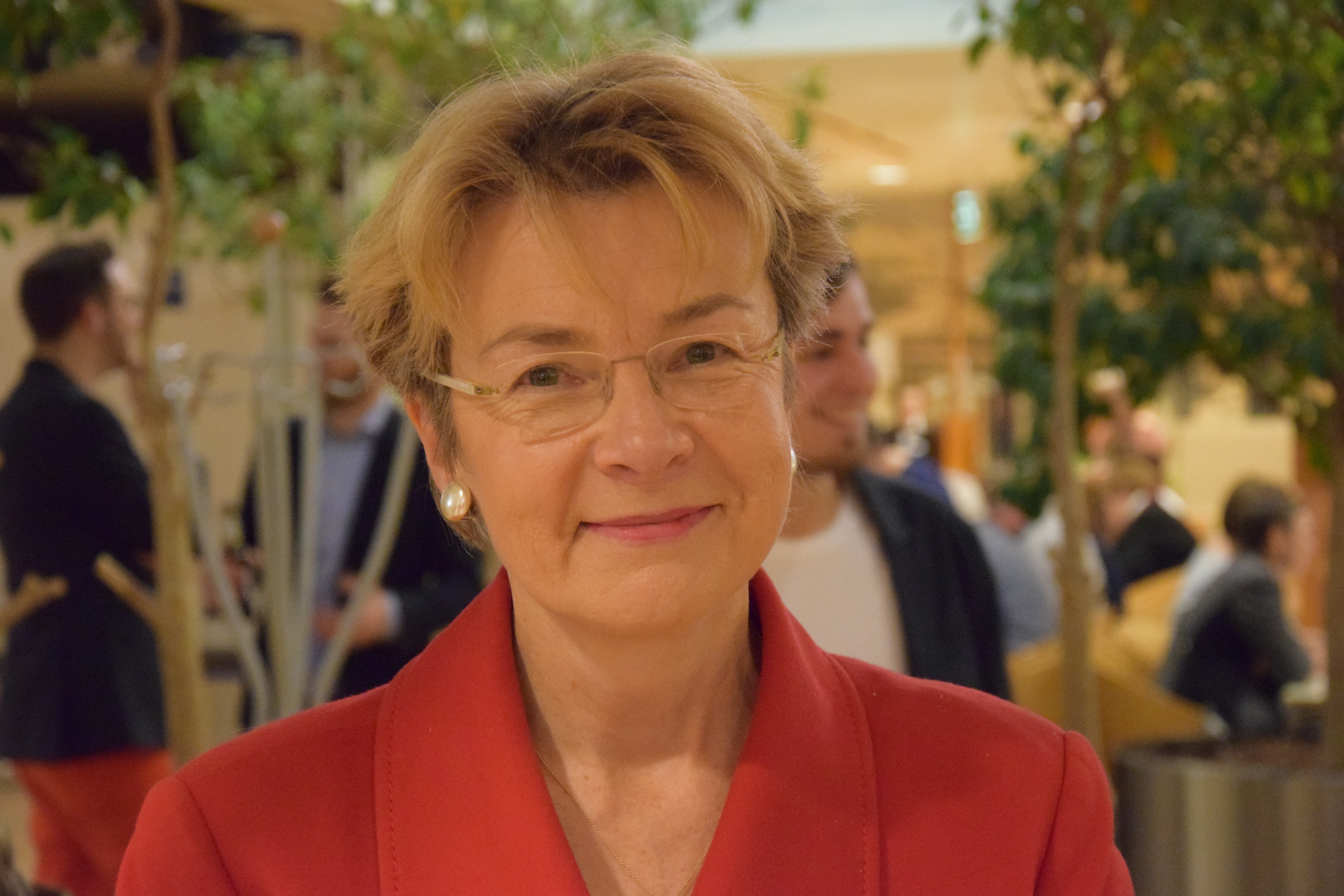
Anja Hertel (2016)

Anja Hertel (* 14. Oktober 1961 in Berlin) ist eine Berliner SPD-Politikerin und war von 1999 bis 2011 Mitglied des Abgeordnetenhauses von Berlin. Von 2012 bis 2016 war sie Mitglied des geschäftsführenden Kreisvorstandes der SPD-Neukölln.

## Leben
Nach dem Abitur 1979 an der Bettina-von-Arnim Gesamtschule in Berlin-Reinickendorf machte sie eine Ausbildung zur Industriekauffrau bei der Firma Herlitz. Von 1984 bis 1988 war sie bei der Krieger-Unternehmensgruppe angestellt, bis sie im November 1988 im Rahmen eines Austauschprogramms der Freien Universität Berlin (FUB) „Young-skilled-workers“ für ein Jahr in Kalifornien, USA arbeitete.
Nach ihrer Rückkehr studierte sie mit Hilfe eines Vollstipendiums der Friedrich-Ebert-Stiftung bis 1996 an der FU Berlin Betriebswirtschaft und kehrte anschließend für zwei Jahre zur Krieger-Unternehmensgruppe zurück. Bis 2007 arbeitete Hertel als kaufmännische Angestellte in einer kleinen Immobilienfinanzierungsfirma und anschließend bei der Dachdeckerei Gusek GmbH. 2013 nahm sie erneut ein Studium an der FU Berlin im Bereich Strategisches Management auf, das sie 2014 erfolgreich abschloss.
Anja Hertel ist verheiratet und Mitglied in der:
- Evangelische Kirche Berlin-Brandenburg-schlesische Oberlausitz
- IG Metall
- Arbeiterwohlfahrt (AWO)
- Förderverein der August-Heyn-Gartenarbeitsschule e.V.

## Politik
Anja Hertel ist seit 1977 Mitglied der SPD. Sie war Kreiskassiererin der SPD Neukölln, Kreis- und Landesdelegierte. Von 1992 bis 1995 war sie Mitglied der Bezirksverordnetenversammlung im Bezirk Reinickendorf, von 1999 bis 2011 Mitglied des Abgeordnetenhauses von Berlin mit thematischem Schwerpunkt auf der Innenpolitik.